# فريدرش ميرتس
يواخيم - فريدريش مارتن يوزيف ميرتس (/mɛərts/؛ بالألمانية: Friedrich Merz ؛ وُلد في 11 نوفمبر 1955م) هو سياسي ألماني يشغل حاليا منصب المستشار الألماني من 6 مايو 2025 وشغل سابقا منصب زعيم حزب الاتحاد الديمقراطي المسيحي (CDU) منذ يناير 2022، ويترأس ائتلاف الاتحاد الديمقراطي المسيحي / الاتحاد الاجتماعي المسيحي (الاتحاد) الكتلة البرلمانية، بالإضافة إلى كونه زعيم المعارضة ‏ في بوندستاغ منذ فبراير 2022. أصبح مرشح الاتحاد لمنصب مستشار ألمانيا قبل الانتخابات الفيدرالية الألمانية 2025 في سبتمبر 2024، ومع فوز الاتحاد الديمقراطي المسيحي بأكبر عدد من المقاعد في الانتخابات.
وُلد ميرتس في بريلون بولاية شمال الراين-وستفاليا في ألمانيا الغربية آنذاك. انضم إلى اتحاد الشباب ‏ عام 1972. بعد إنهاء دراسته في القانون عام 1985، عمل ميرتس قاضياً ومستشار قانوني للشركات قبل أن يدخل عالم السياسة بشكل كامل عام 1989 عندما انتُخب لعضوية البرلمان الأوروبي. وبعد قضاء فترة واحدة، انتُخب لعضوية بوندستاغ، حيث رسّخ نفسه كأبرز خبير في السياسات المالية داخل الاتحاد الديمقراطي المسيحي. في عام 2000، انتُخب رئيسًا للمجموعة البرلمانية لحزب الاتحاد الديمقراطي المسيحي / الاتحاد الاجتماعي المسيحي في نفس العام الذي انتُخبت فيه أنغيلا ميركل رئيسةً لحزب الاتحاد الديمقراطي المسيحي، وكانا حينها متنافسين رئيسيين على زعامة الحزب، الذي كان يقود المعارضة مع الاتحاد الاجتماعي المسيحي.
بعد الانتخابات الفيدرالية الألمانية 2002، طالبت زعيمة حزب الاتحاد الديمقراطي المسيحي أنغيلا ميركل برئاسة الكتلة البرلمانية لنفسها، بينما انتُخب ميرتس نائبًا لرئيس الكتلة البرلمانية. في ديسمبر 2004، استقال من هذا المنصب، متخليًا بذلك عن الصراع الطويل على السلطة مع ميركل وبدأ في الانسحاب التدريجي من السياسة، مركزًا على مسيرته القانونية، ثم غادر البرلمان بالكامل في عام 2009، قبل أن يعود إليه في عام 2021.
في عام 2004، أصبح مستشارًا قانونيًا كبيرًا لدى Mayer Brown، حيث ركز على عمليات الاندماج والاستحواذ، والخدمات المصرفية والمالية، والامتثال القانوني. كما شغل عضوية مجالس إدارة العديد من الشركات، بما في ذلك بلاك روك. ويُعرف ميرتس بكونه محاميًا تجاريًا وواحدًا من أصحاب الملايين، كما أنه يحمل رخصة طيار خاص ويمتلك طائرتين.
في عام 2018، أعلن ميرتس عن عودته إلى السياسة. انتُخب زعيمًا لحزب الاتحاد الديمقراطي المسيحي في ديسمبر 2021، وتولى المنصب في يناير 2022، وذلك بعد فشله في الفوز بالمنصب في انتخابات القيادة السابقة في 2018 و2021.
كسياسي شاب في السبعينيات والثمانينيات، كان داعمًا قويًا لمعاداة الشيوعية، المذهب السياسي السائد في ألمانيا الغربية وأحد المبادئ الأساسية لحزب الاتحاد الديمقراطي المسيحي. يُنظر إلى ميرتس على أنه ممثل للجناحين المحافظ التقليدي والداعم للأعمال في الاتحاد الديمقراطي المسيحي.
كتابه Mehr Kapitalismus wagen (المجازفة بمزيد من الرأسمالية) يدعو إلى ليبرالية اقتصادية. وقد اعتُبر منذ فترة طويلة "مؤيدًا قويًا لأمريكا" وكان رئيسًا لجمعية منظمة الجسر الأطلسي ‏ التي تعزز الصداقة الألمانية-الأمريكية والتعاون الأطلسي.
يُعد ميرتس داعمًا قويًا للاتحاد الأوروبي وحلف شمال الأطلسي والنظام الدولي الليبرالي، حيث وصف نفسه بأنه "أوروبي مؤمن بشدة، ومؤمن بـالتعاون الأطلسي، وألماني منفتح على العالم".
يدعو ميرتس إلى الإعلان الرسمي بشأن الاتحاد الأوروبي و"الجيش الأوروبي". وهو معروف بموقفه المتشدد تجاه روسيا والصين، وينتقد رئاسة دونالد ترامب الثانية. وقد شبه الولايات المتحدة في ظل حكم دونالد ترامب بـروسيا تحت حكم فلاديمير بوتين، وانتقد التدخل الانتخابي الأجنبي من قبل كل من الولايات المتحدة وروسيا، وقال إن على أوروبا أن تعزز دفاعاتها بشكل عاجل وربما تجد بديلاً لحلف الناتو لتحقيق "الاستقلال" عن الولايات المتحدة.

## المواقف السياسية والجدل
ركز ميرتس على السياسات الاقتصادية والخارجية والأمنية والعائلية. وصف نفسه بأنه محافظ اجتماعيًا وليبرالي اقتصاديًا، ويُعتبر ممثلًا للجناح التقليدي المحافظ المؤيد للأعمال في حزب (CDU).
في مطلع مسيرته السياسية خلال سبعينيات وثمانينيات القرن العشرين، كان من أشد المؤيدين لمعاداة الشيوعية، التي كانت العقيدة السائدة للدولة في ألمانيا الغربية والمبدأ الأساسي في حزب الاتحاد الديمقراطي المسيحي (CDU). دعا في كتابه «جرأة على المزيد من الرأسمالية» (بالألمانية: Mehr Kapitalismus wagen) إلى تبني سياسات اقتصادية ليبرالية.

## اللجوء والهجرة والاندماج
يرى ميرتس أن الحد من الهجرة غير النظامية هو المهمة الأكثر إلحاحًا بعد الانتخابات الفيدرالية الألمانية عام 2025. وصف سياسة ميركل بفتح الحدود خلال أزمة اللاجئين عام 2015 بالكارثية، ودعا عام 2024 إلى رفض طالبي اللجوء مباشرة عند الحدود. يعتقد أن هذا الإجراء سيرسل إشارةً تؤدي إلى تقليل الهجرة غير النظامية.
خلال نقاش حول القدرة الاستيعابية للاجئين في ألمانيا، استشهد بتصريح رئيس وزراء ولاية ساكسونيا ميشائيل كريتشمر، الذي أيد قبول حد أقصى يتراوح بين 60,000 إلى 100,000 لاجئ سنويًا. وفسّر ميرتس أن تصريح كريتشمر يلخّص تقريبًا «ما يمكننا تحقيقه اليوم بقدرتنا على الدمج».
حزب (CDU) بقيادة ميرتس يرغب بتسريع معالجة طلبات التأشيرة الخاصة بالعمال المهرة الأجانب.
في أكتوبر 2023، صرح ميرتس حول عدم إمكانية ألمانيا استقبال لاجئين فلسطينيين من غزة بحجة «وجود ما يكفي من الشباب اليافعين المعادين للسامية في البلاد». في ديسمبر عام 2024، دعا إلى التهجير العكسي للسوريين (Remigration) وتجميد قبول طلبات اللجوء الحديثة. كما يرغب، في حال أصبح مستشارًا لألمانيا بعد الانتخابات الفدرالية الألمانية لعام 2025، بالعمل على ترحيل الأشخاص بشكل منتظم إلى أفغانستان وسوريا.
وبالإشارة إلى أن نحو 80٪ من بين 200 ألف مقدم على التجنيس في عام 2024 أرادوا الاحتفاظ بجنسيتهم الأصلية، يسعى ميرتس إلى إلغاء نظام التجنيس السريع (الذي يسمح للحاصلين عليه بالحصول على الجنسية الألمانية بعد العيش في ألمانيا لمدة 3 إلى 5 سنوات) والذي نفذته حكومة «ائتلاف الإشارة الضوئية» في عام 2024. كما دعا قبل أسابيع من انتخابات عام 2025 إلى سحب الجنسية (الأمر الذي يتطلب تعديلًا في القانون الأساسي) في حال ارتكاب أشخاص حاصلين على جنسيات متعددة جرائم بعد حصولهم على الجنسية الألمانية.
وصف ميرتس أن قوانين اللجوء مثل اتفاقيات دبلن، شنغن ويوروداك أنها «غير فعالة بشكل واضح». وذلك بعد هجوم الطعن المميت في يناير عام 2025 (الذي نفذه مهاجر أفغاني لا يحمل تصريح للإقامة في ألمانيا)، وبعد سلسلة أحداث مشابهة لهذه الاعتداءات خلال السنوات القليلة الماضية. كما أكد أن «على ألمانيا أن تُفعّل حقها في أولوية القانون الوطني». أعلن كذلك أنه «تحت قيادتي، ستشهد قوانين الدخول واللجوء والإقامة في جمهورية ألمانيا الاتحادية تغييرات جذرية».
وأضاف ميرتس في حال انتخابه مستشارًا، فسيوجه في اليوم الأول لولايته وزارة الداخلية الاتحادية إلى «فرض مراقبة دائمة على حدود الدولة الألمانية» و«رفض كل محاولات الدخول غير القانوني دون استثناء»، مشيرًا إلى أنه سيكون هناك «حظر فعلي لدخول جمهورية ألمانيا الاتحادية لكل من لا يحمل وثائق دخول سارية.
كما أعلن عن تشديد إجراءات الاحتجاز تمهيدًا للترحيل، ومطالبته بمنح صلاحيات أوسع للشرطة الاتحادية، بما في ذلك حقها في طلب أوامر اعتقال. بالإضافة إلى ذلك، لن يُسمح للأشخاص المطلوب ترحيلهم بالتنقل بحرية داخل البلاد، مع زيادة سريعة في عدد مراكز احتجاز المُرحَّلين.

## السياسة الخارجية

### الصراعات في الشرق الأوسط
لا يرى ميرتس أي دور لألمانيا كوسيط في الصراع الإسرائيلي الفلسطيني. مع ذلك، عبر عن رأيه أن «حل الدولتين يبقى الهدف الصحيح طويل الأمد للتعايش السلمي بين الإسرائيليين والفلسطينيين. واعتراف الفلسطينيين بحق إسرائيل في الوجود هو شرط أساسي لتحقيق ذلك».
في عام 2023، ردًا على انتقادات الولايات المتحدة لإسرائيل بشأن انتهاكات القانون الدولي، أشار إلى اختلاف العلاقات الإسرائيلية الأمريكية عن العلاقات الإسرائيلية الألمانية، وأن لألمانيا «التزامًا تاريخيًا بدعم إسرائيل دون قيود أو شروط»، حتى في ظل جرائم الحرب التي ارتكبتها إسرائيل في قطاع غزة.
في أكتوبر عام 2024، نجح ميرتس في الضغط على الحكومة الألمانية لاستئناف إرسال شحنات الأسلحة إلى إسرائيل، بما في ذلك قطع غيار للدبابات، معتبرًا ذلك جزءًا من الالتزام الألماني.
عارض بشدة قرار المحكمة إصدار مذكرة اعتقال بحق رئيس الوزراء الإسرائيلي بنيامين نتنياهو، واصفًا القرار بأنه «غير عادل ويُضعف شرعية المحكمة».
دعا ميرتس في ديسمبر عام 2024 بعد سقوط نظام الأسد، إلى تعزيز العلاقات الأوروبية مع تركيا من أجل «تحقيق الاستقرار السياسي في المنطقة».

في ١٨ يونيو ٢٠٢٥م خلال الهجوم الإسرائيلي على إيران، قال المستشار الألماني فريدريش ميرتس، على هامش قمة مجموعة السبع في كندا، إن إسرائيل تقوم حاليا بـ«العمل القذر» نيابة عن الغرب بأكمله، وأشار إلى أنه ممتن للهجوم الإسرائيلي على إيران.
 «لا يسعني إلا أن أُعبر عن أكبر قدر من الاحترام تجاه الجيش الإسرائيلي والقيادة الإسرائيلية لشجاعتهما في القيام بذلك.. لولا ذلك، ربما كنا سنشهد رعب هذا النظام لشهور وسنوات، وربما بعد ذلك مع وجود سلاح نووي بين أيدينا». — ميرتس
أدت تصريحات ميرتس إلي انتقادات حادة وإستهجان شديد في العالم العربي، وقد انتقدتُه لويزه أمتسبرج مُقررة شئون الشرق الأوسط وإيران في الكتلة البرلمانية لحزب الخضر تصريح المستشار.

## أنشطة أخرى
- عضو في مجلس الشيوخ في المؤسسة الوطنية الألمانية.[35]
- عضو في لجنة التحكيم في جائزة سلام صلح وستفاليا.[36]
- مؤسسة باير للقانون الألماني والدولي في مجال العمل والأعمال، عضو في مجلس الأمناء (1998–2002)
- بنك الائتمان لإعادة الإعمار، عضو في مجلس الإشراف (2003–2004)[37]
- مؤسسة لودفيج إيرهارد  [لغات أخرى]‏، عضو (1998–2005)

## الحياة الشخصية
فريدريش ميرتس متزوج من قاضية تُدعى شارلوت ميرتس. لديه ثلاثة أبناء ويقيم في آرنسبرغ بمنطقة ساورلاند. في عام 2005، أسس الزوجان مؤسسة "Friedrich und Charlotte Merz Stiftung"، وهي مؤسسة تدعم المشاريع في قطاع التعليم. في عام 2018، رفض ميرتس جائزة لودفيغ إيرهارد، مشيرًا إلى اعتراضاته على منشورات رئيس مؤسسة لودفيغ إيرهارد ‏، رولاند تيشي ‏، الذي يعتبره البعض من اليمين المتطرف.

## مناصب
تولى منصب رئيس كتلة CDU/CSU في البوندستاغ ‏ (29 فبراير 2000–24 سبتمبر 2002)
- عضو في البوندستاغ الألماني (1994–2009)[42]
- عضو في البرلمان الأوروبي (25 يوليو 1989–18 يوليو 1994)[43]
- عضو في البرلمان الأوروبي (1989–1994).  - ميرتس 2004م
  - ميرتس 2017م
  - ميرتس رئيسًا لجمعية جسر الأطلسي مع وزير الدفاع الأمريكي آشتون كارتر ووزيرة الدفاع الألمانية أورسولا فون دير لاين، عام 2015م.

## التعليم
تعلم في جامعة بون، في تخصص دراسة القانون.

## جوائز
حصل على جوائز منها:
- وسام منع الإساءة للحيوانات  [لغات أخرى]‏.

## روابط خارجية
- فريدرش ميرتس على موقع IMDb (الإنجليزية)
- فريدرش ميرتس على موقع مونزينجر (الألمانية)
- فريدرش ميرتس على موقع إن إن دي بي (الإنجليزية)
- فريدرش ميرتس على موقع قاعدة بيانات الفيلم (الإنجليزية)